# 岡山黌
| 私立中学岡山黌 | 私立中学岡山黌     |
| -------------- | ------------------ |
| 創立           | 1909年4月1日       |
| 所在地         | 岡山県上道郡宇野村 |
| 初代校長       | 藤井豁爾           |
| 廃止           | 1933年8月31日      |
| 後身校         | なし               |
| 同窓会         | 不明               |

岡山黌（おかやまこう）とは、岡山県岡山市中区にかつて存在した旧制中学校。

## 概要
岡山黌は、1909年（明治42年）「私立中学閑谷黌」（現和気閑谷高等学校）の分校として岡山市広瀬町に開校、1911年（明治44年）に同市内の大供に移転した。1913年（大正2年）に｢私立中学第二閑谷黌｣として独立、閑谷黌の校長であった藤井豁爾が校長に就任し、翌年「私立中学岡山黌」と改称した。1918年（大正7年）に後楽園北側の旭川を挟んだ上道郡宇野村大字浜（現在の岡山市中区浜一丁目）に移転、校名も「私学岡北中学校」となった。しかし、藤井校長引退後の1933年（昭和8年）に廃校となり短命に終わった。

## 沿革
- 1909年（明治42年）4月 - 私立中学閑谷黌の岡山分校として岡山市広瀬町に開校
- 1911年（明治44年）1月7日 - 岡山市大供中道北に移転が認可される
- 1913年（大正2年）4月 - 私立中学第二閑谷黌として独立
- 1914年（大正3年）3月- 私立中学岡山黌に改称
- 1918年（大正7年）- 上道郡宇野村大字浜（現在の岡山市中区浜一丁目）に移転
- 1932年（昭和7年）3月18日 - 私学岡北中学校に改称
- 1933年（昭和8年）8月31日 - 廃校

## 校風
剣道部は全国優勝を何度も経験し、野球部も市内の六校リーグに参加するなどスポーツが盛んであった。

## 主な出身者
- 小川芳男（東京外国語大学教授）
- 岡崎哲夫（社会運動家）